# Elbeuf
Elbeuf är en kommun i departementet Seine-Maritime i regionen Normandie i norra Frankrike. Kommunen ligger i kantonen Elbeuf som tillhör arrondissementet Rouen. År 2022 hade Elbeuf 15 774 invånare.

## Befolkningsutveckling
Antalet invånare i kommunen Elbeuf
| Referens: INSEE |